# Akbar Fallah
Ali Akbar Fallah (pers. على اكبر فلاح; ur. 4 września 1966 w Teheranie) – irański zapaśnik w stylu wolnym. Dwukrotny olimpijczyk. Czwarty w Seulu 1988 w wadze 62 kg i dziesiąty w Atlancie 1996 w kategorii 68 kg.
Czterokrotny uczestnik mistrzostw świata, złoto w 1993, srebro w 1995. Brązowy medal na igrzyskach azjatyckich w 1986, piąte miejsce w 1990. Zdobył dwa srebrne medale mistrzostw Azji, w 1988 i 1992. Pierwszy w Pucharze Świata w 1995 roku.